# Athysanella nita
Athysanella nita är en insektsart som beskrevs av Wesley och Blocker 1985. Athysanella nita ingår i släktet Athysanella och familjen dvärgstritar. Inga underarter finns listade i Catalogue of Life.